# Білоус Аполлон Максимович
Аполло́н Макси́мович Білоу́с (27 січня 1929, Кам'янець-Подільський — 4 січня 1999, Харків) — український кріобіолог. Доктор медичних наук (1969). Професор (1970). Член-кореспондент Національної академії наук України (обрано 15 січня 1988 року).

## Біографія

### Кам'янець-Подільський (1929–1949)
Аполлон Максимович Білоус народився 27 січня 1929 року в Кам'янці-Подільському. Сім'я мешкала на Польських фільварках (вулиця Зіньковецька). Батько працював бухгалтером в системі обласного відділу шовківництва, мати була домогосподаркою. Аполлон вступив до третьої школи, що розміщувалася тоді в Круглому провулку. Навчався на відмінно, вчився грати на піаніно та акордеоні, співав у шкільному хорі. Мріяв після закінчення школи опановувати естрадне мистецтво.
1939 року, коли Миколі було 10 років, заарештували батька. Незабаром Вінницька «трійка» засудила його до страти як «ворога народу»
Закінчивши після війни семирічку, Аполлон за наполяганням матері став учитися на медика — вступив до Кам'янець-Подільського медичного училища. Тут викладали Клавдій Веліканов, Микола Комісаров — відомі військові хірурги, які після демобілізації залишилися в Кам'янці-Подільському (у 1950-х роках обидва стали заслуженими лікарями УРСР). Їхні лекції, а особливо практичні заняття проходили на високому рівні, захоплювали багатьох студентів, що мріяли стати хірургами, зокрема Аполлона Білоуса. Він вчився на відмінно, брав активну участь у художній самодіяльності.
1949 року 20-річний Аполлон закінчив із відзнакою Кам'янець-Подільське медичне училище. Він потрапив до 5 відсотків відмінників, які могли вступати до медичного інституту без іспитів.

### Київ (1949–1955)
1949 року Аполлон Білоус вступив до Київського медичного інституту, де тоді працювали відомі вчені Левко Медведь, Іван Алексєєнко, Микола Стражеско, Олексій Кримов, Олександр Лур'є, Михайло Спіров, Іван Іщенко, Юрій Сапожников, Яків Фрумкін.
В інституті Аполлон Білоус найбільше цікавився хірургією, оскільки з перших курсів готував себе саме до цієї праці. Він дуже серйозно вивчав анатомію та топографічну хірургію, читав багато наукових праць, брав участь у студентських наукових гуртках. Білоус також редагував стінну газету, малював.
На шостому курсі Аполлон повністю присвятив себе праці в клініці професора Олексія Федоровського. Там він проводив операції «середньої руки», причому більшість із них самостійно.
1955 року Аполлон Білоус закінчив Київський медичний інститут.

### Алчевськ (1955–1956)
Закінчивши інститут, Білоус як молодий фахівець підписав контракт на працю в місті Алчевськ Ворошиловградської (нині Луганської) області, де був великий металургійний завод, хімічний комбінат, шахти. Молодого хірурга направили на роботу в медсанчастину тресту «Алчевськбуд». Одночасно він працював хірургом міської лікарні.
З огляду на високий рівень травматизму серед працівників, 1956 року лікаря Білоуса відрядили в Харків на тримісячні курси удосконалення кваліфікації в Українському науково-дослідному інституті ортопедії та травматології імені Михайла Ситенка (нині Інститут патології хребта та суглобів імені Михайла Ситенка Академії медичних наук України).
Після закінчення курсів директор інституту Микола Новаченко запропонував молодому хірургові вступати до аспірантури. Аполлон Білоус дав згоду.

### Харків (1957–1999)
Від 1957 року під керівництвом заступника директора НДІ з науки Олексія Скобліна Аполлон Білоус розробляє новий напрямок у травматології — досліджує регуляторну роль мікроелементів у процесах регенерації кістки. Це був новий, майже сенсаційний напрямок, який давав змогу розкрити багато «темних плям» у механізмі заживлення переломів кісток. 1961 року Аполлон Білоус захистив кандидатську дисертацію на цю тему.

Конференція під егідою ЮНЕСКО з питань кріобіології та кріомедицини. Аполлон Білоус другий зліва

1962 року молодий учений розпочав роботу ще в одній галузі травматології — над проблемою регуляції швидкості репаративної регенерації кісткової тканини. Білоус, зокрема, досліджував роль нуклеїнових кислот і білків у цих процесах. Його консультантами були доктор біологічних наук, професор І. Тодоров і директор інституту Микола Новаченко. У СРСР було створено наукову школу дослідників, які працювали над проблемами прискорення та оптимізації процесів заживлення переломів і ран при домомозі інформаційних екзогенних біополімерів. 1969 року на цю тему 40-річний Аполлон Білоус захистив докторську дисертацію. Вона здобула широке визнання наукової громадськості Радянського Союзу. Наступного року Аполлону Максимовичу надали звання професора.
Працюючи у Харківському науково-дослідному інституті ортопедії та травматології, Білоус обіймав такі посади: у 1958–1960 роках — клінічний ординатор, у 1960–1962 роках — науковий співробітник клініки НДІ, у 1962–1971 роках — завідувач біохімічної лабораторії, одночасно у 1962–1965 роках — виконувач обов'язків ученого секретаря НДІ.
1971 року Аполлона Білоуса запросили на роботу в створений у Харкові Інститут проблем кріобіології й кріомедицини Академії наук УРСР. Від 1972 року він працював у цьому інституті. Заснував відділ кріобіохімії і понад 25 років очолював його (від 1972 року аж до смерті в січні 1999 року). Від 1999 року завідувачем відділу працює Олександр Петренко.
Був заступником головного редактора журналу «Криобиология» (з часу його заснування, у 1985–1990 роках) та його наступника — журналу «Проблемы криобиологии» (у 1991–1998 роках).

## Наукова діяльність
Наукове дослідження механізмів регенерації тканин і структурно-функціональної перебудови плазматичних мембран і цитоскелету клітин внаслідок дії екстремальних факторів, проблем репаративної регенерації тканин. Один з ініціаторів і організаторів загальної науково-технічної програми з проблем кріобіології. Разом із колективом створив єдину молекулярно-клітинну концепцію кріопошкоджень.

## Основні праці
- Скоблин А. П., Белоус А. М. Микроэлементы в костной ткани. — Москва: Медицина, 1968. — 232 с.
- Пушкарь Н. С., Белоус А. М. Введение в криобиологию. — К., 1975.
- Вода и водные растворы при температурах ниже 0° С. — К., 1985 (у співавторстві).
- Криоконсервация репродуктивных клеток / А. М. Белоус, В. И. Грищенко, Ю. С. Паращук; АН УССР, Институт проблем криобиологии и криомедицины, 206,[1] с. ил. 22 см. — К. Наукова думка, 1986.
- Структурные изменения биологических мембран при охлаждении. — К., 1986.
- Криобиология. — К., 1990.

## Нагороди, премії

Облікова картка лауреата Державної премії України

- 1979 — Почесна Грамота Президії Верховної Ради УРСР.
- 1980 — премія імені Олександра Богомольця АН УРСР.
- 1990 — премія імені Олександра Палладіна АН УРСР (разом із Валерієм Бондаренком і Олександром Гулевським) за цикл робіт «Дослідження механізмів кріопошкоджень біологічних мембран», присвячених виявленню та аналізу молекулярних порушень структурної організації і функції біологічних мембран за впливу на них низьких температур. Досліджено також процеси, які виникають у субклітинних структурах та штучних мембранах під впливом охолодження в широкому діапазоні температур, і зміни хімічного складу мембран за дії низьких температур. Встановлено, що основою цих змін є активація мембранних фосфоліпідів та індукція вільнорадикального окислення ліпідів [1].
- 19 грудня 1992 року — Державна премія України в галузі науки та техніки за цикл праць «Створення наукових основ та методів кріоконсервування клітинних суспензій і їх застосування у медицині» (разом із групою учених, серед яких Володимир Луговий, Віктор Моїсеєв, Анатолій Гольцев, Олексій Воротілін, Галина Лобинцева, Георгій Когут, Семен Лаврик) [2].

## Премія імені Аполлона Білоуса
Інститут проблем кріобіології і кріомедицини НАН України заснував премію імені члена-кореспондента НАН України Аполлона Білоуса. Премія присуджується щороку (в січні — лютому) молодим ученим (до 35 років) або колективам молодих учених (не більше ніж три особи) за найкращі наукові роботи в галузі кріобіології та кріомедицини.